# Bruce Hayes (taalkundige)

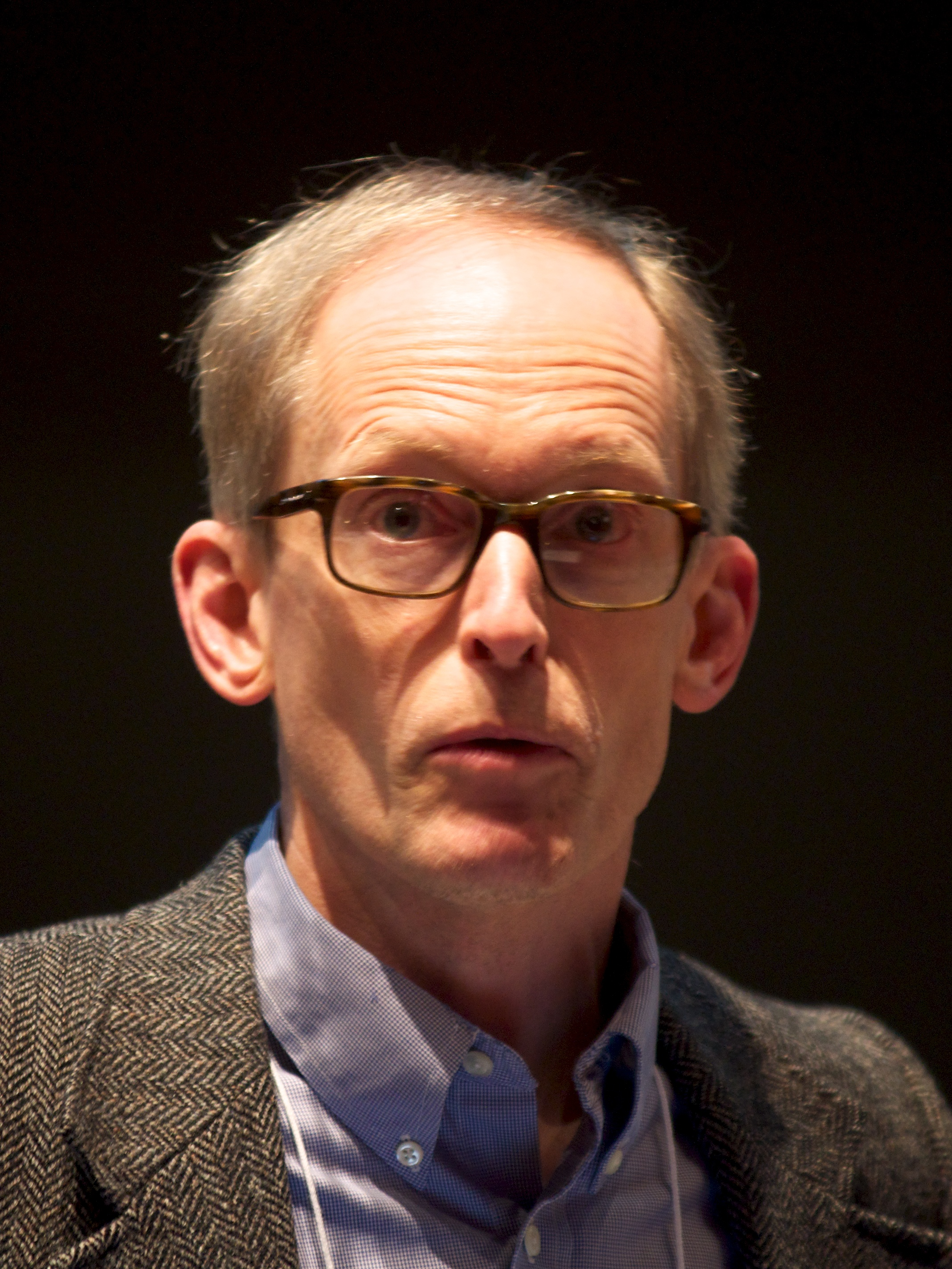
Bruce Hayes

Bruce Hayes is een Amerikaanse taalkundige en hoogleraar taalkunde aan de Universiteit van Californië - Los Angeles (UCLA). In 1980 behaalde hij zijn Doctor of Philosophy aan het Massachusetts Institute of Technology (MIT). Zijn proefschriftbegeleider was Morris Halle.
Hayes is werkzaam op het gebied van de fonologie. Zijn bekendste boek is Metrical Stress Theory: Principles and Case Studies, een op de taaltypologie gebaseerde verhandeling over klemtoonsystemen. Voor de rest heeft hij onderzoek verricht op het gebied van de fonetiek en de leerbaarheid van software.
Hayes is getrouwd met foneticus Patricia Keating.

## Boeken
- (1985) A Metrical Theory of Stress Rules, Garland Press, New York.
- (1995) Metrical Stress Theory:  Principles and Case Studies, University of Chicago Press, Chicago, 15 + 455 pp. ISBN 0226321045.
- (2004) Hayes, Bruce, Robert Kirchner, and Donca Steriade, eds., Phonetically Based Phonology.  Cambridge:  Cambridge University Press.   ISBN 0521825784.
- (2008) Introductory Phonology.  Malden, MA:  Blackwell.  ISBN 1405184116.